# Rychalśke
Rychalśke (ukr. Рихальське) – wieś na Ukrainie w rejonie zwiahelskim (do 2020 w rejonie emilczyńskim) obwodu żytomierskiego.
Znajduje tu się stacja kolejowa Rychalśka, położona na linii Korosteń – Zwiahel.